# Christian Grønborg
Christian Grønborg (* 29. Juni 1962 in Sorø) ist ein ehemaliger dänischer Segler.

## Erfolge
Christian Grønborg nahm an den Olympischen Spielen 1988 in Seoul in der Bootsklasse Flying Dutchman teil. Gemeinsam mit Jørgen Bojsen-Møller wurde er Olympiasieger vor den Norwegern Erik Bjørkum und Ole Petter Pollen sowie Frank McLaughlin und John Millen aus Kanada. Mit einer Gesamtpunktzahl von 31,4 Punkten erhielten sie die Goldmedaille. Im selben Jahr wurden sie in Medemblik gemeinsam Weltmeister.